# 吳康民
吳康民，大紫荊勳賢（1926年4月9日—），人稱「康叔」，前港區人大代表、香港著名教育家。

## 教育工作
吳康民出生於廣東省惠来县，1947年畢業於國立中山大學化學工程系，後赴香港培僑中學任教（1947年入職），1958年擔任該校校長兼任校監，至1985年專任校監，1997年任校董會董事長。2005年擔任管轄培僑中學、培僑小學及培僑書院的培僑教育機構董事會主席。

## 港區人大代表
吳康民為著名香港親共人士，1975年起任第四、五、六、七、八、九、十屆全國人民代表大會代表，並擔任九屆、十屆全國人大主席團成員及第九屆全國人大香港代表團團長，前後長達33年。
1992年，吳康民成為民建聯創會會員，並於同年擔任港事顧問，1993年任香港特別行政區籌備委員會預備工作委員會委員，1995年底被委任為香港特別行政區籌備委員會委員，1996年任香港特別行政區第一屆政府推選委員會委員，1997年7月1日，被委任為全國人大常委會香港基本法委員會委員。2003年3月再度連任。1998年獲香港特別行政區政府頒授大紫荊勳章。

## 其他事項
2011年4月23日赴京參加清華大學校慶時，接受中華人民共和國國務院總理溫家寶款待。

### 被指為土共
田北俊在2013年4月29日於《明報》撰寫的評論文章「吳康民的胡言亂語和被遺棄的仇恨」，指前港區人大吳康民不甘寂寞，極左情緒病發作，連環發文，攻擊自由黨為「港英餘孽第二梯隊」。
2015年7月16日，吳康民因不滿先前時任公民黨籍立法會議員梁家傑稱立法會通過將同年9月3日列為假期以紀念抗日戰爭勝利70週年是「向大陸獻媚」和主張香港為中國殖民地而批評他是「喪心病狂漢奸走狗」。梁家傑回稱感到很榮幸和欣慰，但重申其祖父於香港日佔時期身受重傷，抗日戰爭對其有切膚之痛。

## 著作
- 《人大回憶錄》
- 《人大繽紛錄》
- 《人大選舉備忘錄》
- 《見證人大》
- 《會內會外 --- 十屆人大隨筆》